# Catherine Sutherland
Catherine Jane Sutherland (ur. 24 października 1974 w Sydney) – australijska aktorka filmowa i telewizyjna, najbardziej znana z roli Katherine Hillard, różowej wojowniczki w serii Mighty Morphin Power Rangers, Power Rangers Zeo oraz Power Rangers Turbo w latach 1995–1997. Gdy jej postać opuściła serial, podkładała głos pod różne postacie w następnych sezonach. Oprócz Power Rangers zagrała również ofiarę seryjnego mordercy w filmie Cela, oraz w serialu America’s Most Wanted rolę Sary Price.

## Życie prywatne
Od 1 stycznia 2002 roku jest żoną byłego aktora, Daniela Chilsona, mają dwoje dzieci (syna i córkę).
Ma 173 cm wzrostu.